# Цыганское счастье (фильм)
«Цыганское счастье» — советский драматический фильм, снятый в 1981 году режиссёром и сценаристом Сергеем Никоненко по рассказам Евгения Носова «В чистом поле за просёлком», «Шуба», «Портрет», «Варька».
Фильм снимался в Осташковском районе Калининской, ныне Тверской области.

## Сюжет
Фильм рассказывает о судьбе цыганки Марии и её сыне Саше, которого она растит одна. В погоне за стабильностью героиня решает переехать в глухую деревушку, где её сын подрастёт и найдёт себе верных друзей. Это история любви юного цыгана и  сельской девушки, с открытым, но определенно оптимистичным финалом. 

## В ролях
- Николай Крючков — Захар Александрович Касьянов, колхозный кузнец
- Иван Каменский — Сашка
- Марина Яковлева — Варька
- Екатерина Воронина — Ленка
- Лидия Федосеева-Шукшина — Анюта, доярка, мать Варьки
- Сергей Никоненко — Денис Иванович, председатель колхоза
- Лев Борисов — Егор, тракторист
- Екатерина Жемчужная — Мария, мать Сашки
- Георгий Светлани — дед
- Андрей Смоляков — Геннадий, шофёр
- Наталия Хорохорина — Клава, птичница
- Николай Погодин — заведующий током